# Valley of the Gods
La Valley of the Gods (en français, la « vallée des Dieux ») est une vallée creusée dans le grès, près de Mexican Hat dans le comté de San Juan, dans le Sud-Est de l'Utah. D'une superficie de 390 km2, elle est située au nord de Monument Valley et présente les mêmes formations rocheuses que celle-ci, hautes et rougeâtres, avec des mesas, des buttes, des tours et des rochers-champignons  — vestiges d'un ancien paysage subsistant au-dessus de la vallée,.
Elle faisait autrefois partie du Bears Ears National Monument. Le 4 décembre 2017, le président Donald Trump a émis une proclamation qui a réduit le Monument National de Bears Ears de 85 %, ce qui en a exclu la Valley of the Gods. La zone reste cependant un territoire public protégé, géré par le Bureau of Land Management, comme c'était le cas avant la désignation du Monument national.

## Tourisme

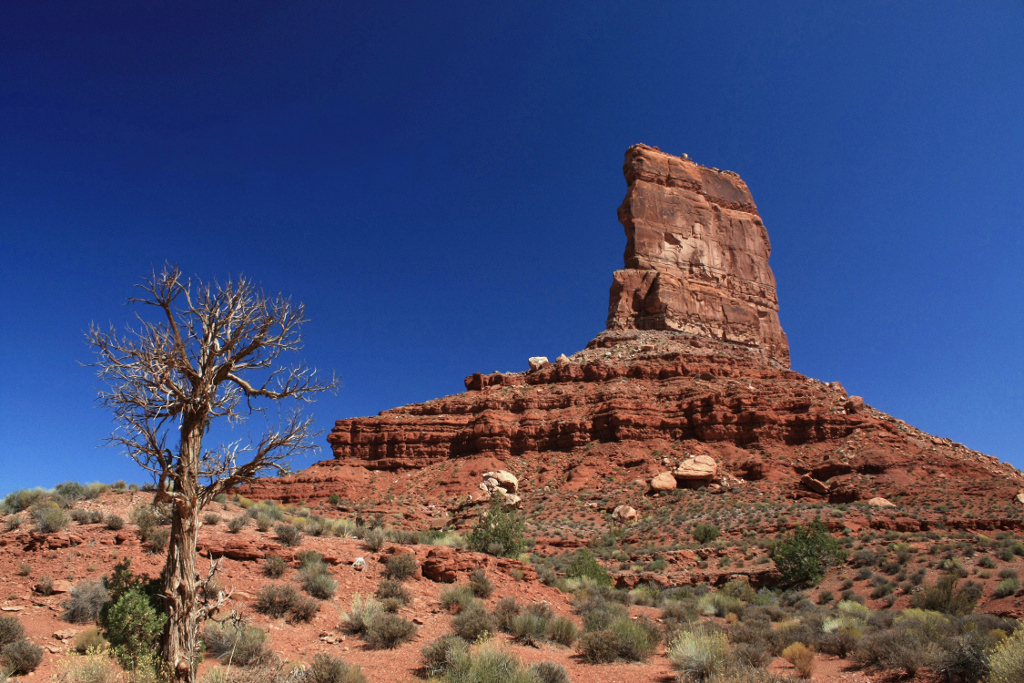
Castel Butte.

La vallée peut se parcourir par une route sinueuse ouverte qui longe les formations rocheuses. En plus de cette route en gravier, la région est également traversée par différents sentiers.
La vallée est un territoire public géré par le Bureau of Land Management. Il n'y a pas de frais d'entrée ni de services d'aucune sorte dans la vallée. Le camping est possible à condition de ne pas perturber les sites, bien que les feux de camp ne soient pas autorisés.

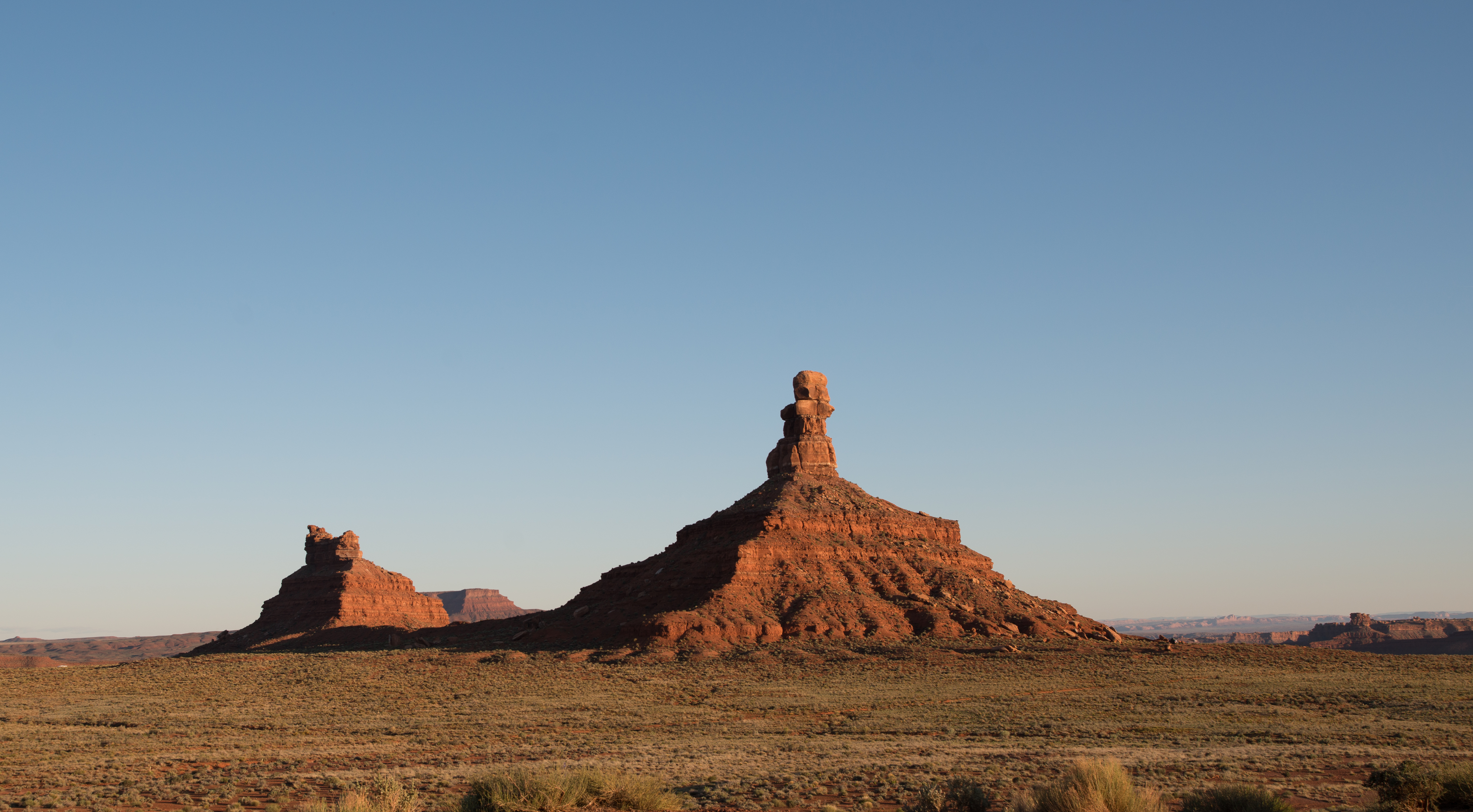
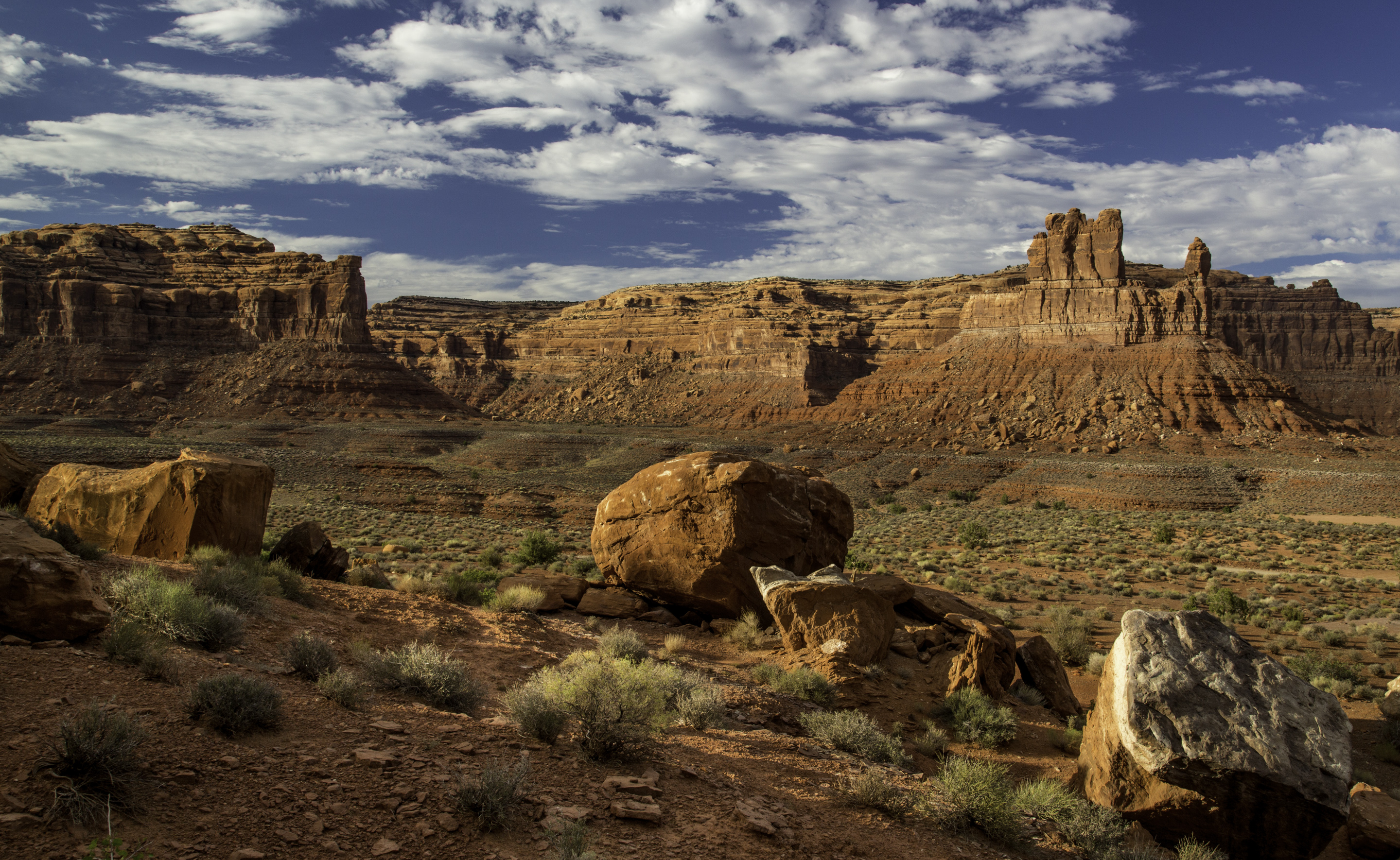
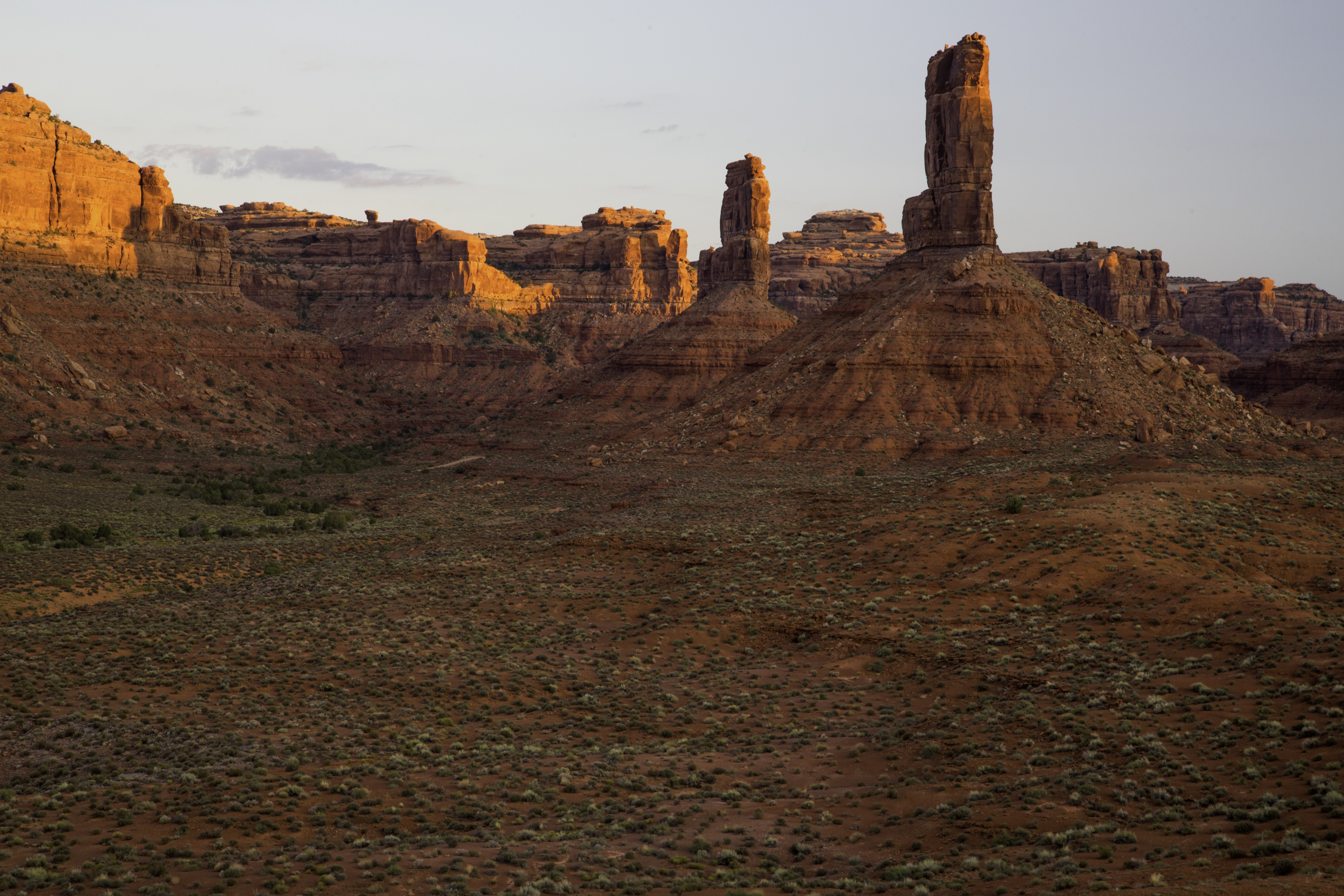
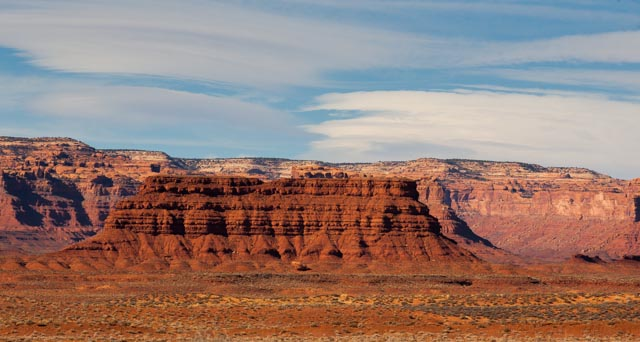
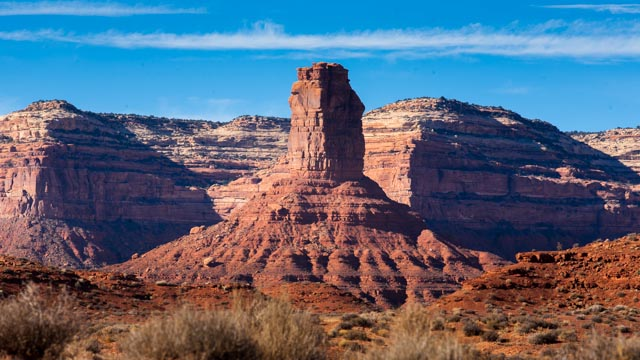
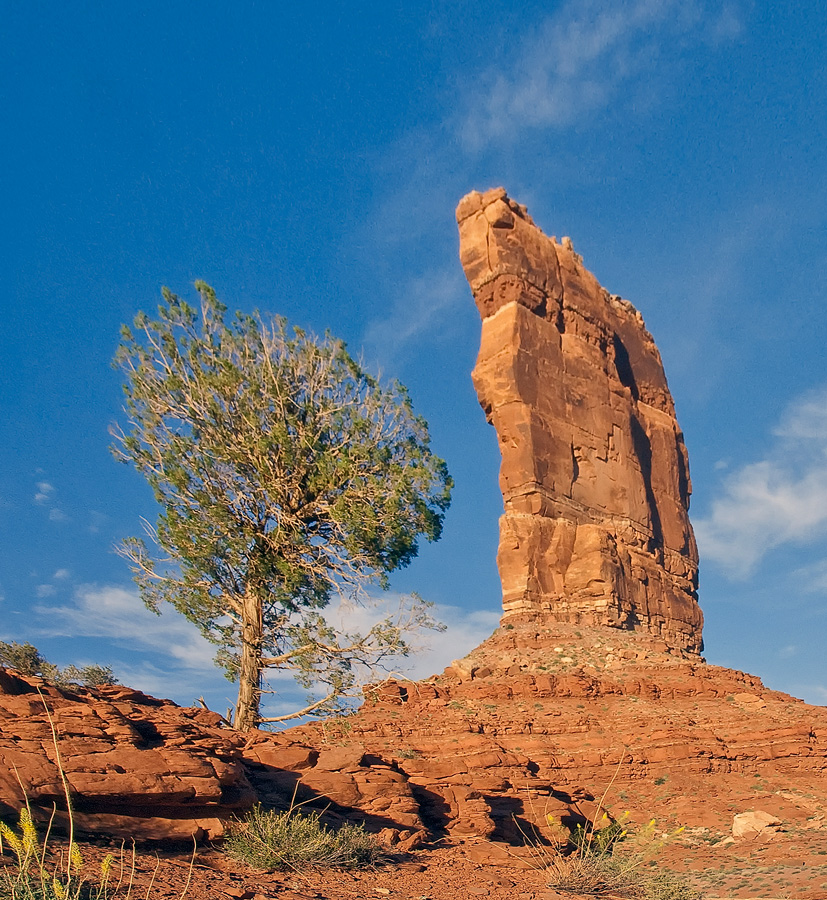
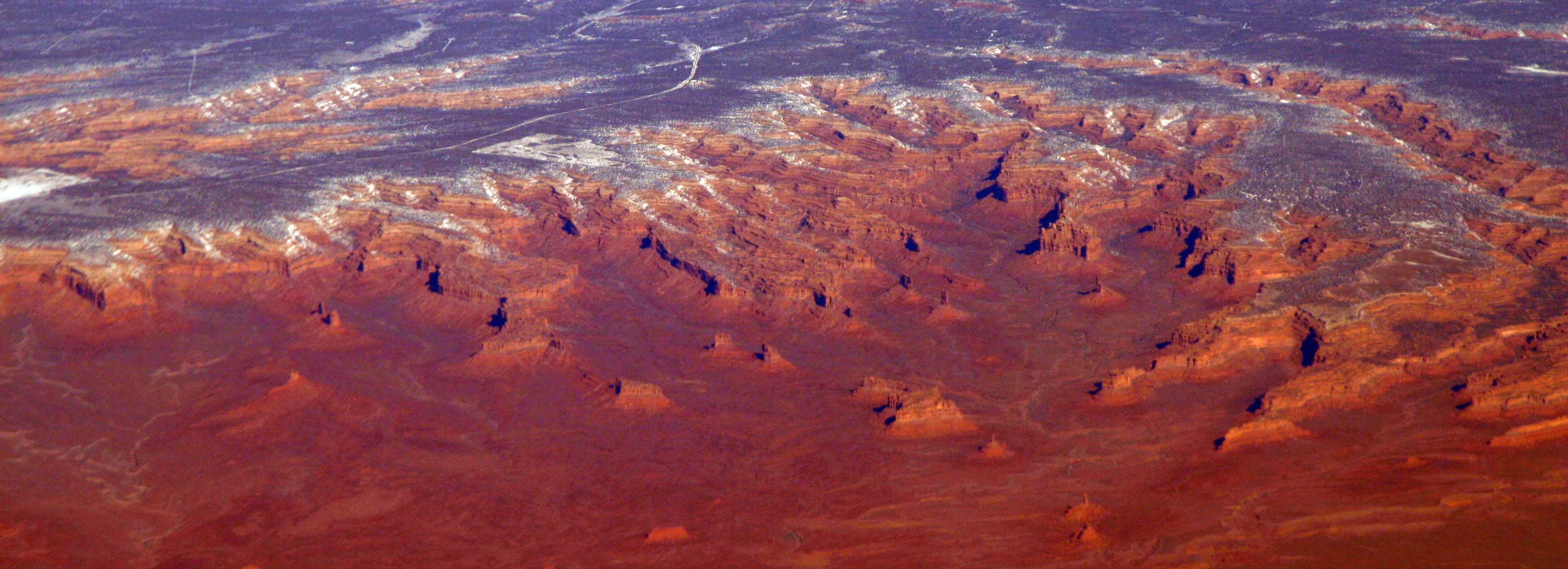
Vue aérienne de la Vallée des Dieux près de Mexican Hat.

## Dans la culture populaire
La vallée des Dieux a été utilisée comme toile de fond pour des westerns, des publicités et des émissions de télévision, notamment deux épisodes de la série de science-fiction Doctor Who : « L'Impossible Astronaute » et « Jour de la Lune », le second incluant une référence explicite sur l'écran concernant le lieu de tournage.
La série télévisée Supercopter (Airwolf) est souvent identifiée à tort comme ayant été filmée dans la vallée des Dieux (en raison d'une mention dans un épisode), mais en fait a été filmée à Monument Valley.
La vallée des Dieux a été utilisée également pour les films Thelma & Louise, Forrest Gump, 50 degrés Fahrenheit et Extravagances.